# Ann Leckie
Œuvres principales
- Les Chroniques du Radch

Ann Leckie, née le 2 mars 1966 à Toledo dans l'Ohio, est une écrivaine américaine de science-fiction, auteure de la série Les Chroniques du Radch qui a été récompensée du prix Hugo de la meilleure série littéraire 2024.

## Biographie
Après de premières tentatives infructueuses, Ann Leckie décide de se mettre sérieusement à l'écriture lorsqu'elle élève ses enfants,.
Appréciant les bibliothèques, elle y trouve une source d'inspiration lorsqu'elle est à court d'idée dans son travail.

## Carrière littéraire
Ann Leckie publie à partir de 2005 quelques nouvelles dans des magazines de science fiction.
En 2013, après plusieurs années de préparation et une participation au NaNoWriMo, Ann Leckie publie son premier roman, La Justice de l'ancillaire, ouvrant une trilogie de space opera, décrivant une civilisation militaire, hiérarchisée, égalitaire au niveau du genre, les Radch, utilisant des intelligences artificielles qui n'ont pas le droit de citoyenneté.
Parmi ses sources d'inspirations, elle cite C. J. Cherryh, principalement le cycle de l'Univers Étranger (en : Foreigner), et, pour la question du genre, La Main gauche de la nuit d'Ursula K. Le Guin.
Elle a été de 2013 à  2014 secrétaire de la Science Fiction and Fantasy Writers of America.

## Œuvres

### UniversLes Chroniques du Radch

#### SérieLes Chroniques du Radch
1. La Justice de l'ancillaire, J'ai lu, coll. « Nouveaux Millénaires », 2015 ((en) Ancillary Justice, 2013), trad. Patrick Marcel, 443 p.  (ISBN 978-2-290-11134-5)Réédition J'ai lu, coll. « Science-fiction » no 11828, 2017, 505 p. (ISBN 978-2-290-11143-7)
2. L'Épée de l'ancillaire, J'ai lu, coll. « Nouveaux Millénaires », 2016 ((en) Ancillary Sword, 2014), trad. Patrick Marcel, 413 p.  (ISBN 978-2-290-11137-6)Réédition J'ai lu, coll. « Science-fiction » no 11975, 2017, 381 p. (ISBN 978-2-290-11144-4)
3. La Miséricorde de l'ancillaire, J'ai lu, coll. « Nouveaux Millénaires », 2016 ((en) Ancillary Mercy, 2015), trad. Patrick Marcel, 384 p.  (ISBN 978-2-290-11140-6)Réédition J'ai lu, coll. « Science-fiction » no 12166, 2018, 381 p. (ISBN 978-2-290-11145-1)

- Les Chroniques du Radch - Intégrale, J'ai lu, coll. « Science-fiction », 2025, trad. Patrick Marcel, 1184 p.  (ISBN 978-2-290-42191-8)À paraître le 10 septembre 2025

#### Romans indépendants
- Provenance, J'ai lu, coll. « Nouveaux Millénaires », 2018 ((en) Provenance, 2017), trad. Patrick Marcel, 416 p.  (ISBN 978-2-290-15546-2)Réédition J'ai lu, coll. « Science-fiction » no 12932, 2020, 384 p. (ISBN 978-2-290-22880-7)
- Transitions, J'ai lu, coll. « Nouveaux Millénaires », 2024 ((en) Translation State, 2023), trad. Patrick Marcel, 384 p.  (ISBN 978-2-290-14128-1)Réédition J'ai lu, coll. « Science-fiction » no 14393, 2025, 416 p. (ISBN 978-2-290-41491-0)

### Roman indépendant
- La Tour du Freux, J'ai lu, coll. « Nouveaux Millénaires », 2020 ((en) The Raven Tower, 2019), trad. Patrick Marcel, 320 p.  (ISBN 978-2-290-22526-4)Réédition J'ai lu, coll. « Science-fiction » no 13424, 2022, 384 p. (ISBN 978-2-290-36688-2)

### Recueils de nouvelles
- Le Lac des âmes, J'ai lu, coll. « Nouveaux Millénaires », 2025 ((en) Lake of Souls: The Collected Short Fiction, 2024), trad. Patrick Marcel, 480 p.  (ISBN 978-2-290-41211-4)

### Nouvelles traduites en français
- Pour Hesperia et pour la gloire, 2016 ((en) Hesperia and Glory, 2006), trad. Erwan Devos et Hermine HémonPubliée dans l'anthologie Utopiales 2016, ActuSF

## Prix
- La Justice de l'ancillaire a obtenu :
  - le prix Hugo du meilleur roman 2014
  - le prix Nebula du meilleur roman 2013
  - le prix Locus du meilleur premier roman 2014
  - le prix British Science Fiction du meilleur roman 2013
  - le prix Arthur-C.-Clarke 2014
  - le prix Sydney J. Bounds du meilleur nouvel auteur 2014
  - le prix Bob-Morane du meilleur roman traduit 2016
- L'Épée de l'ancillaire a obtenu :
  - le prix British Science Fiction du meilleur roman 2014
  - le prix Locus du meilleur roman de science-fiction 2015.
- La Miséricorde de l'ancillaire a obtenu :
  - le prix Locus du meilleur roman de science-fiction 2016.
- La série Les Chroniques du Radch a obtenu :
  - le prix Hugo de la meilleure série littéraire 2024.
- Le Lac des âmes a obtenu :
  - le prix Locus du meilleur recueil de nouvelles 2025